# .pt
.pt este un domeniu de internet de nivel superior, pentru Portugalia (ccTLD).